# Zeebo F.C. Foot Camp
Zeebo F.C. Foot Camp é um jogo eletrônico desenvolvido pela Zeebo Interactive Studios lançado exclusivamente para o console Zeebo.
O jogo é uma coletânea de disputas de futebol, divididas por: Chute a Gol, Tiro Livre, Embaixadinha e Drible. Será o primeiro jogo da série Zeebo Football Club e o primeiro a utilizar o aplicativo Zeeboids, permitindo ao jogador criar avatares personalizados e participar de ranking online. As habilidades e os níveisque o zeeboid conseguir no jogo ajudarão a fazer gols no jogo Zeebo F.C. Super League.

## Modos
- Tiro Livre: Nesse modo o jogador faz gols de falta, ajustando o ângulo e a força do chute de acordo com o vento, posição do goleiro, ângulo do gol e a barreira.
- Chute a gol: Nesse modo deve-se fazer o maior número de gols a partir da marca do pênalti.
- Drible: Deve-se seguir as seqüências de teclas de acordo com o tempo limite.
- Embaixadinha: O jogador deve controlar a bola enquanto executa manobras.